# Hans Gottfried Reimers
Hans Gottfried Reimers (* 1902; † 21. Oktober 1941 in Bordeaux) war während des Zweiten Weltkrieges deutscher Kriegsverwaltungsrat (KVR) in Bordeaux im Rang eines Majors bei der Feldkommandantur 529.

## Leben
Hans Reimers war das dritte Kind des  evangelisch-lutherischeren Pastors Karl Reimers.
Im Zweiten Weltkrieg war Hans Reimers war der Feldkommandantur 529 zugewiesen, welche dem Militärbefehlshaber von Frankreich unter Otto von Stülpnagel unterstellt war. Er war Leiter der Abteilung Arbeitseinsatz und -Vermittlung der Feldkommandantur (FK) Bordeaux.
Reimers kam bei einem Attentat des französischen Widerstandskämpfers Pierre Rebière am 21. Oktober 1941 ums Leben und war wohl kein gezieltes Opfer. Kurz zuvor war bereits der Feldkommandant Karl Hotz in Nantes einem Attentat zum Opfer gefallen.
Den Hergang des Anschlags schildert Ernst Jünger, welcher im Stab des Militärbefehlshabers von Frankreich diente, so:

„Reimers befand sich am 21. Oktober gegen 19.30 Uhr in Gesellschaft eines Kameraden, des Kriegsverwaltungsrates Dr. Kohlmann, auf dem Weg von der gemeinsamen Dienststelle zur Wohnung. Sie schritten den um diese Stunde wenig belebten Boulevard Georges V. entlang. Als sie dabei die Einmündung der Rue Patay überquerten, wurden von hinten durch zwei Radfahrer mehrere Schüsse auf sie abgegeben, von deren einem Reimers durch den Rücken in das Herz getroffen und sofort getötet wurde. Die Täter entkamen durch eine Nebengasse der Rue Patay, …“

Nachdem die deutsche Besatzungsmacht rund 7000 Personen vorgeladen und verhört hatte, ohne dass sie den Täter ermitteln konnte, kam es zu Forderungen nach Vergeltungsmaßnahmen. Von Stülpnagel ließ aufgrund des Attentats erst 48 Geiseln erschießen, wurde dann aber von Hitler dazu angehalten, Exekutionen im Verhältnis 1:100 für jeden getöteten deutschen Soldaten vorzunehmen, sodass 50 weitere Gefangene Opfer von Erschießungen wurden.
Der Attentäter Rebière, Mitglied des Zentralkomitees der Kommunistischen Partei Frankreichs, wurde erst später gefasst, zum Tode verurteilt und am 5. Oktober 1942 hingerichtet.
Reimers wurde am 25. Oktober 1941 auf dem Friedhof von Saint Bris in Villenave d’Ornon nahe Bordeaux beerdigt. Die Trauerrede hielt Moritz von Faber du Faur, Stadtkommandant von Bordeaux.